# Maria Bellonci

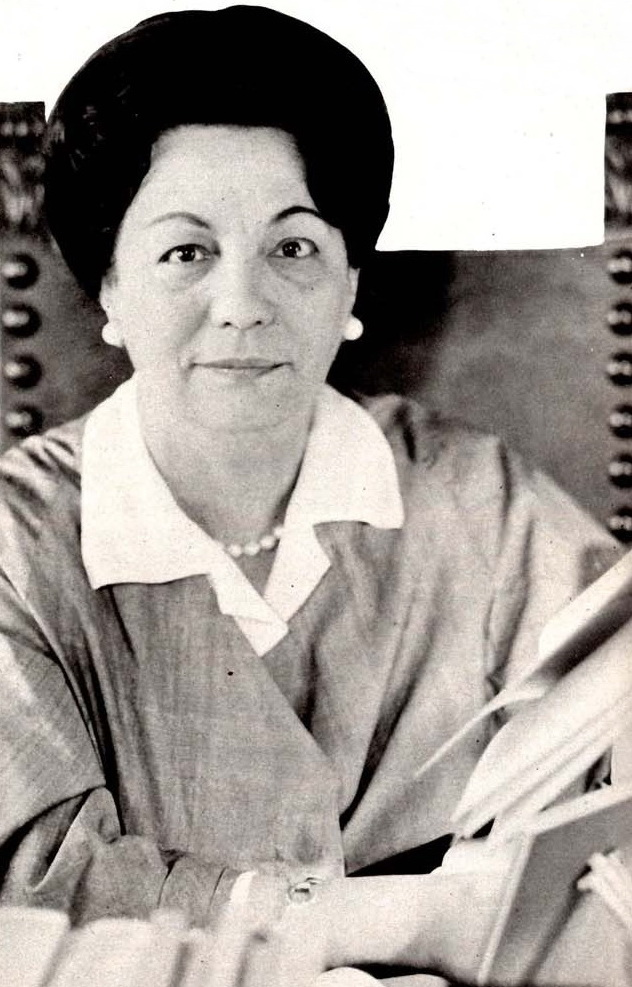
Maria Bellonci

Maria Bellonci (* als Maria Villavecchia  30. November 1902 in Rom; † 13. Mai 1986 ebendort) war eine italienische Schriftstellerin.

## Leben
Maria Villavecchia kam 1902 als älteste Tochter eines Nachkommen einer piemontesischen Adelsfamilie und einer aus Umbrien stammenden Mutter zur Welt. Der Vater, Vittorio Villavecchia, war Professor für Chemie. Sie heiratete 1928 den Kritiker Goffredo Bellonci, der sie, wie sie selbst einmal schrieb, über die Klassiker unterrichtete und zum Schreiben erzog.

## Kritik
Mit ihrem Roman Rinascimento privato (Private Wiedergeburt) bewarb sie sich um den Literaturpreis Premio Strega und geriet dafür bei Literaten in die Kritik, die ihr eine „Provinzialisierung“ des Preises vorwarfen, da Bellonci selbst an der Etablierung des Preises im Jahr 1947 beteiligt gewesen war; so kritisierte etwa Alberto Moravia: „Die Frage ist schlicht, ob die Auszeichnung weiterhin eine Ehre bleibt oder nicht.“

## Veröffentlichungen (Auswahl)
- Lucrezia Borgia. Mondadori, Mailand 1939, (Premio Viareggio 1939).[1]
- Segreti dei Gonzaga. Mondadori, Mailand 1947.
- Pubblici segreti. Mondadori, Mailand 1965.
- Tu, vipera gentile. Club degli Editori, Mailand 1972.
- Milione. Edizione CDE, Mailand 1982.
- Rinascimento privato. Mondadori, Mailand 1985, (Premio Strega 1986 posthum).